# Nicaragua en los Juegos Olímpicos de Moscú 1980
Nicaragua estuvo representada en los Juegos Olímpicos de Moscú 1980 por cinco deportistas, tres hombres y dos mujeres, que compitieron en tres deportes.
La portadora de la bandera en la ceremonia de apertura fue la atleta Xiomara Larios. El equipo olímpico nicaragüense no obtuvo ninguna medalla en estos Juegos.